# Brian K. Roberts
Brian K. Roberts es un director de televisión estadounidense. 
Además,  esté implicado con Los Simpson en las primeras tempranas de 1989 a 1991 y trabajó como editor, editor de diálogo y como escritor, incluyendo escribir el episodio de la segunda temporada "Brush With Greatness". 
No debe confundírsele con el actor de doblaje también llamado Brian K. Roberts, más conocido por su obra en la serie Veggie Tales.

## Filmografía de director de televisión
Little Mosque on the Prairie, About a Girl, Naturally, Sadie, The Jane Show, Cuts, Everybody Loves Raymond, El mundo de Indie One on One, What I Like About You, Phil of the Future, The Drew Carey Show, Eve, According to Jim, Lizzie McGuire, Sabrina, cosas de brujas, The Hughleys, Kristin, Zoe, Duncan, Jack & Jane, Oh, Grow Up, Grown Ups, 100 Deeds For Eddie McDowd, Thanks, Clueless, The King of Queens, Teen Angel, George & Leo, MADtv, The George Carlin Show, Spun Out